# NGC 2566
NGC 2566 је спирална галаксија у сазвежђу Крма која се налази на NGC листи објеката дубоког неба.
Деклинација објекта је - 25° 30' 2" а ректасцензија 8h 18m 45,5s. Привидна величина (магнитуда) објекта NGC 2566 износи 11,0 а фотографска магнитуда 11,8. Налази се на удаљености од 21,1000 милиона парсека од Сунца. NGC 2566 је још познат и под ознакама ESO 495-3, MCG -4-20-8, UGCA 138, IRAS 08166-2520, AM 0804-252, CGMW 2-3181, PGC 23303.